# Hegetotheria
Hegetotheria – podrząd wymarłych ssaków należących do kopytnych. Zamieszkiwały Amerykę Południową od późnego paleocen do wczesnego plejstocenu.
W 1993 Citelli uznał, że powinny być połączone z Typotheria, które inaczej będą jednostką parafiletyczną.